# Plaza del Estudiante
La plaza del Estudiante es un espacio urbano de la ciudad de La Paz, en Bolivia.

## Ubicación
La plaza se encuentra al final del Paseo del Prado, marcando el inicio de la calle Villazón, actualmente un viaducto que desemboca en las Avenidas 6 de agosto y Arce.

## Características

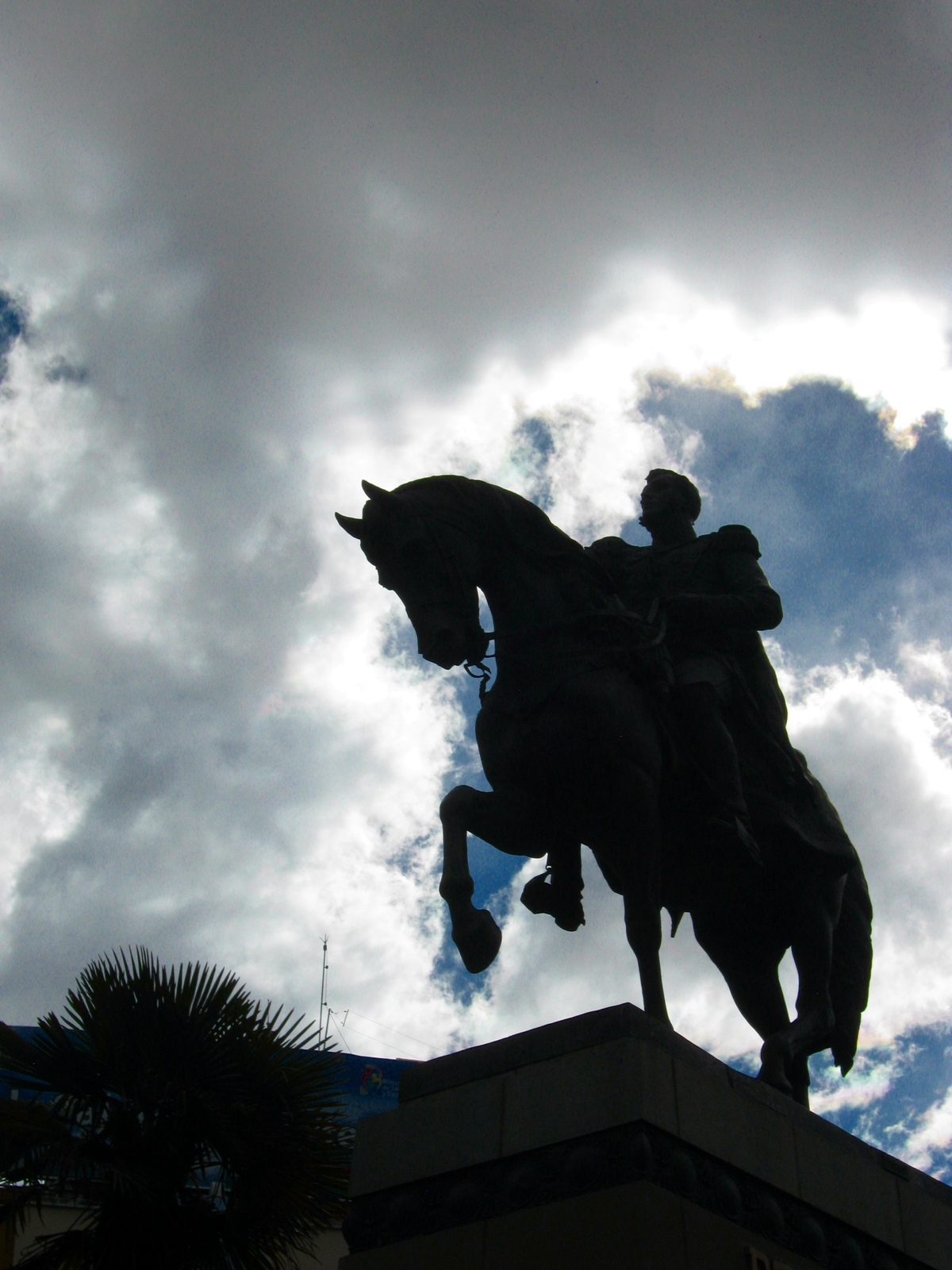
Estatua Ecuestre de Antonio José de Sucre.

En la plaza se observa la escultura ecuestre de Antonio José de Sucre, obra de Enrico Tadolini, escultor descendiente del conocido escultor italiano Adamo Tadolini colocada en el lugar en 1926.

## Toponimia
La plaza lleva el nombre oficial de «Plaza Franz Tamayo», aunque adquirió el nombre coloquial de «Plaza del Estudiante» por su cercanía con la  Universidad Mayor de San Andrés, la universidad pública de la ciudad.

## Espacio social y cultural
En las cercanías de la plaza se encuentra el Paseo del Prado, que es parte del eje vial de la ciudad de La Paz, el Ministerio de Salud, la Biblioteca Municipal de La Paz y el complejo salesiano conformado por el cine 16 de julio, el Colegio Don Bosco y la Iglesia María Auxiliadora, por su ubicación la plaza es un importante lugar donde se desarrollan diferentes actividades sociales y culturales, así como manifestaciones y protestas.